# So This Is Goodbye
Albums de Junior Boys
Last Exit
(2004) The Dead Horse EP
(2007)
So This Is Goodbye est le deuxième album du groupe Junior Boys, sorti en 2006 sur le label Domino Records. L'accueil critique a été très positif, notamment de la part de Pitchfork, avec une note de 9,0/10.

## Liste des titres
1. Double Shadow (Junior Boys) – 4:22
2. The Equalizer (Junior Boys) – 4:57
3. First Time (Junior Boys) – 5:26
4. Count Souvenirs (Junior Boys) – 4:45
5. In The Morning (Junior Boys, Andi Toma) – 4:42
6. So This Is Goodbye (Junior Boys) – 5:19
7. Like a Child (Junior Boys) – 6:06
8. Caught in a Wave (Junior Boys) – 3:39
9. When No One Cares (Sammy Cahn, Jimmy Van Heusen) – 3:49
10. FM (Junior Boys) – 5:53

Le 5 juin 2007, Junior Boys a sorti une nouvelle édition de l'album avec un disque bonus.

### Disque bonus
1. Like a Child  (Carl Craig Remix) – 10:41
2. In The Morning (Hot Chip Remix) – 9:46
3. FM (Tensnake Remix) – 7:19
4. The Equalizer (Morgan Geist Remix) – 5:58
5. In The Morning (Alex Smoke Remix) – 7:16
6. Double Shadow (Kode 9 Remix) – 6:30
7. FM (Marsen Jules Remix) – 5:13
8. The Equalizer (iTunes Session) – 4:59
9. Under the Sun (iTunes Session) – 7:05
10. FM (iTunes Session) – 5:40
11. When No One Cares (iTunes Session) – 4:19